# Pieter Geelen
Pieter Andreas Geelen (januari 1964) is een Nederlands ondernemer.
Geelen, de zoon van Harrie Geelen en Imme Dros, was in 1991 samen met Peter-Frans Pauwels oprichter van het Nederlandse navigatiebedrijf TomTom NV. Daarvoor werkte hij als programmeur, onder andere bij Philips New Media Systems. Tevens hielp hij bij de ontwikkeling van het Symbian-besturingssysteem.
Bij TomTom was hij onder andere betrokken bij het ontwikkelen van het besturingssysteem van de navigatietechniek. Geelen heeft een uitgebreide kennis van de verschillende technologieën binnen de TomTom-navigatiesystemen. In 2003 nam hij een prijs van het tijdschrift Intermediair in ontvangst voor TomTom als ‘Meest innovatieve bedrijf’. 
In 2006 schonk Pieter Geelen 100 miljoen euro aan de Turing Foundation, een Nederlandse goede-doelenstichting die hij samen met zijn vrouw heeft opgericht.
Zijn vermogen wordt geschat op 258 miljoen euro.
In 2016 werd hij, tegelijkertijd met Harold Goddijn, Peter-Frans Pauwels en Corinne Vigreux, benoemd tot Officier in de Orde van Oranje-Nassau omdat zij zich als oprichters van TomTom NV bijzonder verdienstelijk hebben gemaakt voor de samenleving.